# ポロニウム化マグネシウム
ポロニウム化マグネシウム(Magnesium polonide)は、マグネシウムとポロニウムからなる塩である。この塩は、ポロニウムの非常に安定な化合物であるポロニウム化物の1つである。

## 合成
マグネシウムとポロニウムの混合物を300-400℃で加熱することで合成される。

## 構造
ヒ化ニッケル型の構造を持つ。対応する硫化物、セレン化物、テルル化物と同形でないという点で、珍しいポロニウム化物であり、ポロニウム化水銀のみがこの性質を共有する。